# Compsocephalus dmitriewi
Compsocephalus dmitriewi är en skalbaggsart som beskrevs av Olsoufieff 1902. Compsocephalus dmitriewi ingår i släktet Compsocephalus och familjen Cetoniidae. Utöver nominatformen finns också underarten C. d. milishai.